# يوجين سكينر
يوجين سكينر (بالإنجليزية: Eugene Skinner)‏ هو محامي أمريكي، ولد في 13 سبتمبر 1809 في إيسيكس في الولايات المتحدة، وتوفي في 15 ديسمبر 1864 في يوجين في الولايات المتحدة.